# Kilear
Kilear is een historisch merk van motorfietsen.
De bedrijfsnaam was Kilear Tovarna na Stroje a Motocykly, A.S, Brno-Malomerice.
Dit was een Tsjechische machinefabriek die van 1924 tot 1926 motorfietsen met 247 cc tweetakt- kamzuiger motor bouwde.